# Steinkreuz

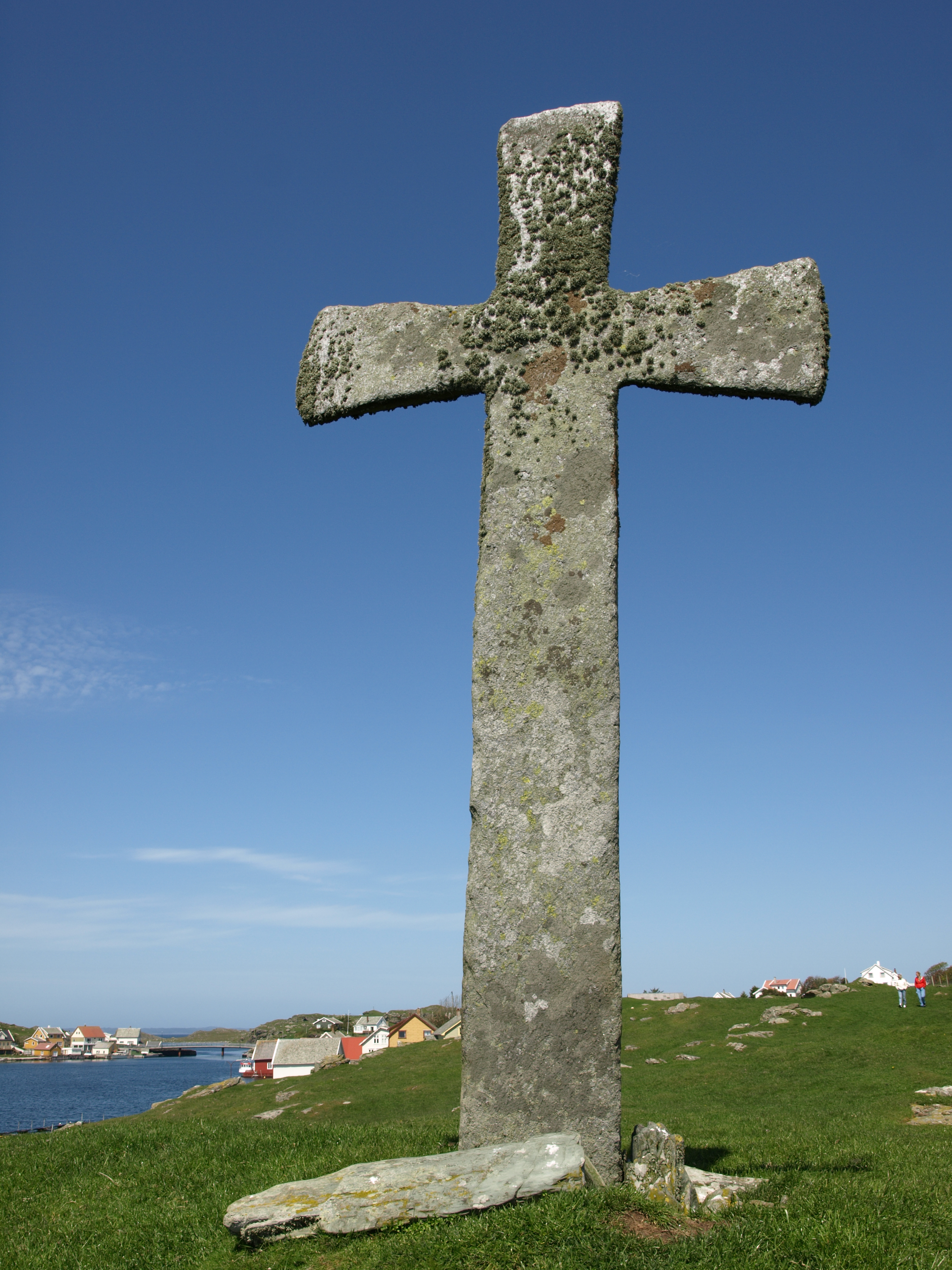
Steinkreuz von Kvitsøy, Norwegen

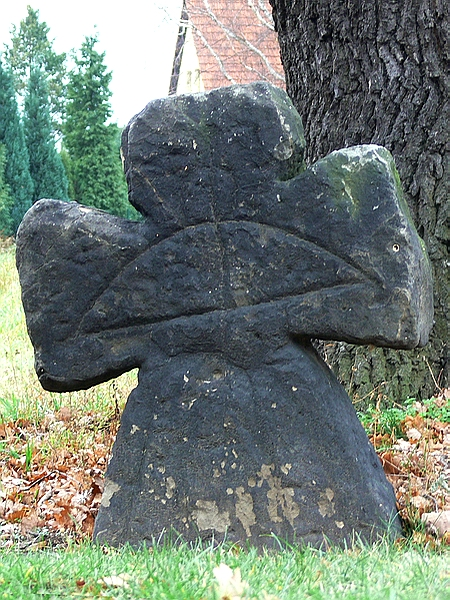
Steinkreuz in Weißig bei Dresden

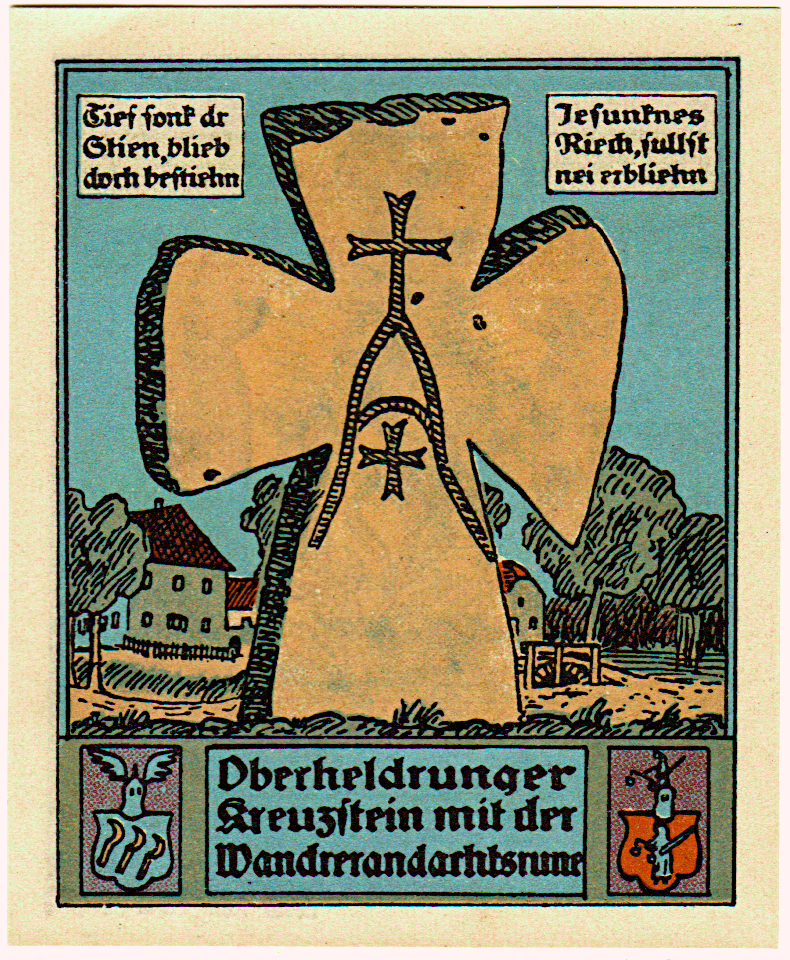
Das vom Oberheldrunger Heimatforscher Ernst Glaß 1923 gehobene Steinkreuz mit der "Wandererandachtsrune" auf einem Notgeldschein von 1921.

Steinkreuz ist die Bezeichnung für ein Kreuz aus Stein. Steinkreuze gibt es in verschiedenen Formen in allen Teilen der Welt. Häufige Arten sind Flurkreuze in Europa, Steinkreuze auf Friedhöfen, Gedenkkreuze sowie Altarkreuze in Kirchen.
Die Kreuze können aus Sandstein, Granit, Kalkstein oder anderen Steinarten hergestellt sein. Sie wurden meist aus einem Block gehauen.

## Steinerne Flurkreuze

### Regionale Formen
- Irisches Hochkreuz

In Form eines Keltenkreuzes, bis 6,7 Meter hoch, meist aus Sandstein oder Granit, seit 8. Jahrhundert, in Irland, Schottland, Wales, Isle of Man
- Angelsächsisches Steinkreuz

In Form eines kleinen Keltenkreuzes mit einem langen Schaft, bis 5,5 Meter hoch, meist aus Sandstein, in England und Schottland
- Skandinavisches Flurkreuz

Meist in Form eines lateinischen Kreuzes, bis 3,7 Meter hoch, meist aus Granit oder Basalt, in Norwegen, Schweden
- Mitteleuropäisches Flurkreuz

In Form eines lateinischen oder byzantinischen Kreuzes, meist 80 bis 120 Zentimeter hoch und 40 bis 60 Zentimeter breit, meist aus Granit, in Deutschland, Österreich, Schweiz, Tschechien, Polen
- Schaftkreuz

Eine vergrößerte Variante des Steinkreuzes mit Elementen eines Bildstockes

### Mitteleuropäische steinerne Flurkreuze
Bei den meisten steinernen Flurkreuzen ist der Anlass ihrer Aufstellung unbekannt. Um einige ranken sich Sagen und Legenden.

#### Sühnekreuze und Gedenkkreuze
Häufig wurden Gedenkkreuze für Personen aufgestellt, die durch Mord, Totschlag oder Unfall plötzlich gestorben waren. Die Vorübergehenden sollten ein Fürbittgebet für deren Seelenheil sprechen, da die Verstorbenen keine Sterbesakramente erhalten konnten.
Das Kreuz wurde meist vom Täter oder seinen Angehörigen errichtet. Es sind oberpfälzische und sächsische Sühneverträge erhalten geblieben, in denen ausdrücklich die Setzung eines Sühnekreuzes vereinbart worden war.

#### Wetterkreuze
Wetter- oder Hagelkreuze wurden möglicherweise zum Schutz vor Unwettern aufgestellt.  Diese Interpretation ist aber unsicher, es gibt keine eindeutigen schriftlichen Belege dafür. Möglicherweise leitete sich die Bezeichnung auch von einer mundartlichen Bezeichnung für Sühnekreuze ab (wetten > erinnern).

#### Hussitenkreuze, Schwedenkreuze, Franzosenkreuze
Im Volksmund haben die Steinkreuze regional unterschiedliche Bezeichnungen, die auf historische tragische Ereignisse zurückgehen. Entlang des Böhmerwaldes gibt es „Hussitenkreuze“, in der nördlichen Oberpfalz „Schwedenkreuze“. In mehreren Sagen ist die Rede davon, dass unter diesen Denkmälern Schweden begraben liegen. Im Westen spricht man auch von „Franzosenkreuzen“.
Die meisten dieser Kreuze entstanden jedoch schon lange vor diesen Ereignissen, es dürfte sich um spätere Umdeutungen, oder überlagertes Gedenken an Massaker und Schlachten in der Nähe dieser Kreuze, oder bei diesen bestattete Opfer handeln. Bei einigen der Kreuze könnte es sich auch um frühe Pestkreuze handeln.

#### Grenzzeichen und Orientierungspunkte
Möglicherweise wurden einige Kreuze als Grenzzeichen, Richtungsweiser (Wegekreuz) oder  Freisteine errichtet. Die Begrenzung der „zweimal gebrochenen Weid“ des Klosters Seligental wurde durch Steinkreuze mit dem Symbol einer Schäferschippe im Kopfteil angezeigt. Von diesen Steinkreuzen standen in den 1930er-Jahren noch sechs Exemplare. Das letzte dieser Kreuze wurde vor dem Untergang gerettet, indem es bei der St.-Sebastian-Kirche in Seckach im Neckar-Odenwald-Kreis aufgestellt wurde.

#### Gerichts- und Schwurkreuze
Einige der alten Kreuze könnten auf alte Formen der Gerichtsbarkeit zurückgehen, etwa als Schwurkreuze, an denen Verträge besiegelt wurden.

#### Gedenkkreuze über die Errichtung von mittelalterlichen Verkehrswegen
In Zittau wurde im Jahre 1392 schriftlich bezeugt, dass als Dank für eine mildtätige Stiftung eines Kuttenberger Bürgers zur Ausbesserung einer gebirgsüberschreitenden Fernstraße nach Gabel ein Kreuz errichtet wurde.
Bei Nowgorod ist ein Kreuz aus dem 12. Jahrhundert erhalten, das an den Bau eines Kanals erinnert.

## Steinerne Flurkreuze in Deutschland

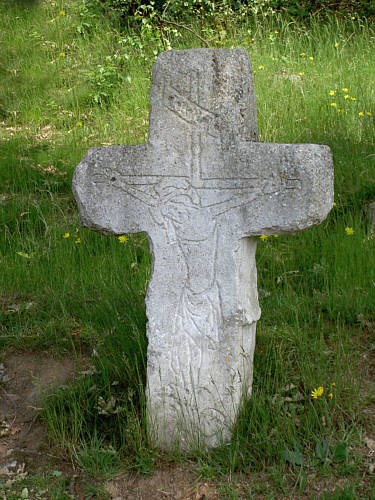
Steinkreuz in der Oberpfalz

Die Kleindenkmäler befinden sich entlang von alten Straßen und Wegkreuzungen, an Bäumen und Waldrändern, auf Anhöhen oder auf Gemeinde- und alten Herrschaftsgrenzen. Besonders häufig sind sie in der Oberpfalz und in Mitteldeutschland zu finden, wobei die Basaltkreuze fast ausschließlich in der Eifel vorkommen.
Viele dieser steinernen Zeugen einer vergangenen Zeit sind durch Unachtsamkeit, Unwissenheit oder mutwillige Zerstörung verschwunden. Wie Rainer H. Schmeissner in seiner 1977 erschienenen Monografie Steinkreuze in der Oberpfalz schreibt, gibt es noch über 300 von ihnen allein in der Oberpfalz. 400 Exemplare waren es dort noch um die vorherige Jahrhundertwende, das sind fast doppelt so viele wie in Nieder- und Oberbayern zusammen.
Die vom Landesmuseum für Vorgeschichte Dresden zwischen 1977 und 1980 herausgegebenen Inventare weisen für Sachsen einen Bestand von 436 Steinkreuzen und Kreuzsteinen nach.
Den höchsten Bestand in Baden-Württemberg hat der Main-Tauber-Kreis. Bedingt durch die Naturlandschaft des Kreises, in der die landwirtschaftliche Struktur gewahrt blieb, ohne dass es zu einer Verdichtung von Siedlung und Industrie kam, wurden dort 1968 noch weit über 100 Kreuze gezählt. In Bonfeld im Landkreis Heilbronn ist im Bonfelder Schlosspark ein Sühnekreuz aus dem 16. Jahrhundert bewahrt, das an der ehemaligen Fernverbindung Wimpfen–Eppingen stand.

### Zustand
Oft sind die grob behauenen Kreuze schon in einem stark verwitterten Zustand. Auf manchen ist eine Zeichnung eingeritzt, nur selten haben sie eine Inschrift.
Außer durch Verwitterung, mutwillige oder fahrlässige Beschädigung rühren Schäden an Steinkreuzen auch vom Volksglauben her. Ein alter Steinzauber besagt, dass ein von einem Steinkreuz abgeschlagenes und in fließendes Wasser geworfenes Steinstück Zauberei und Unglück abwende. Durch Abschaben von Steinkreuzen wurde sogenanntes Steinkreuzmehl gewonnen, dem man auch magische Kraft beimaß.

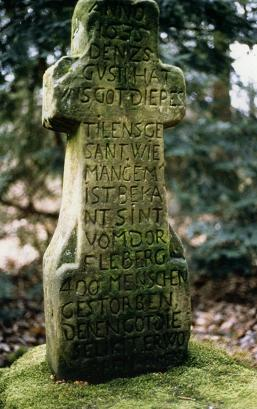
Pestkreuz auf einem Pestfriedhof nahe Leiberg

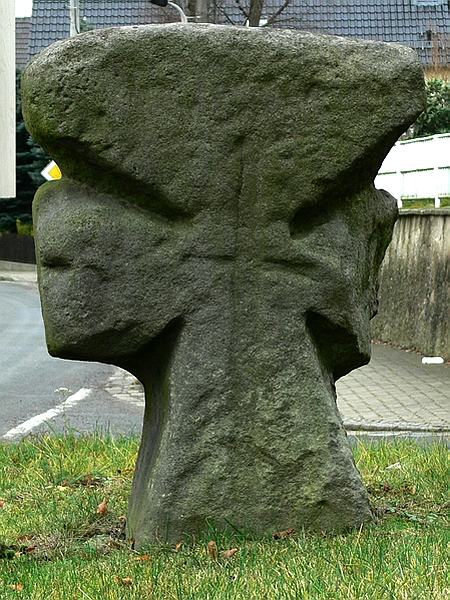
Steinkreuz im sächsischen Kleinwolmsdorf bei Dresden (Einritzung Schwert)

## Vorkommen

### Besondere Steinkreuze (Auswahl)
- Kasseler Kreuz (Gudensberg), Hessen
- Lambertskreuz, Rheinland-Pfalz
- Steinkreuz von Elben, Hessen
- Steinkreuz in Calbe, Sachsen-Anhalt

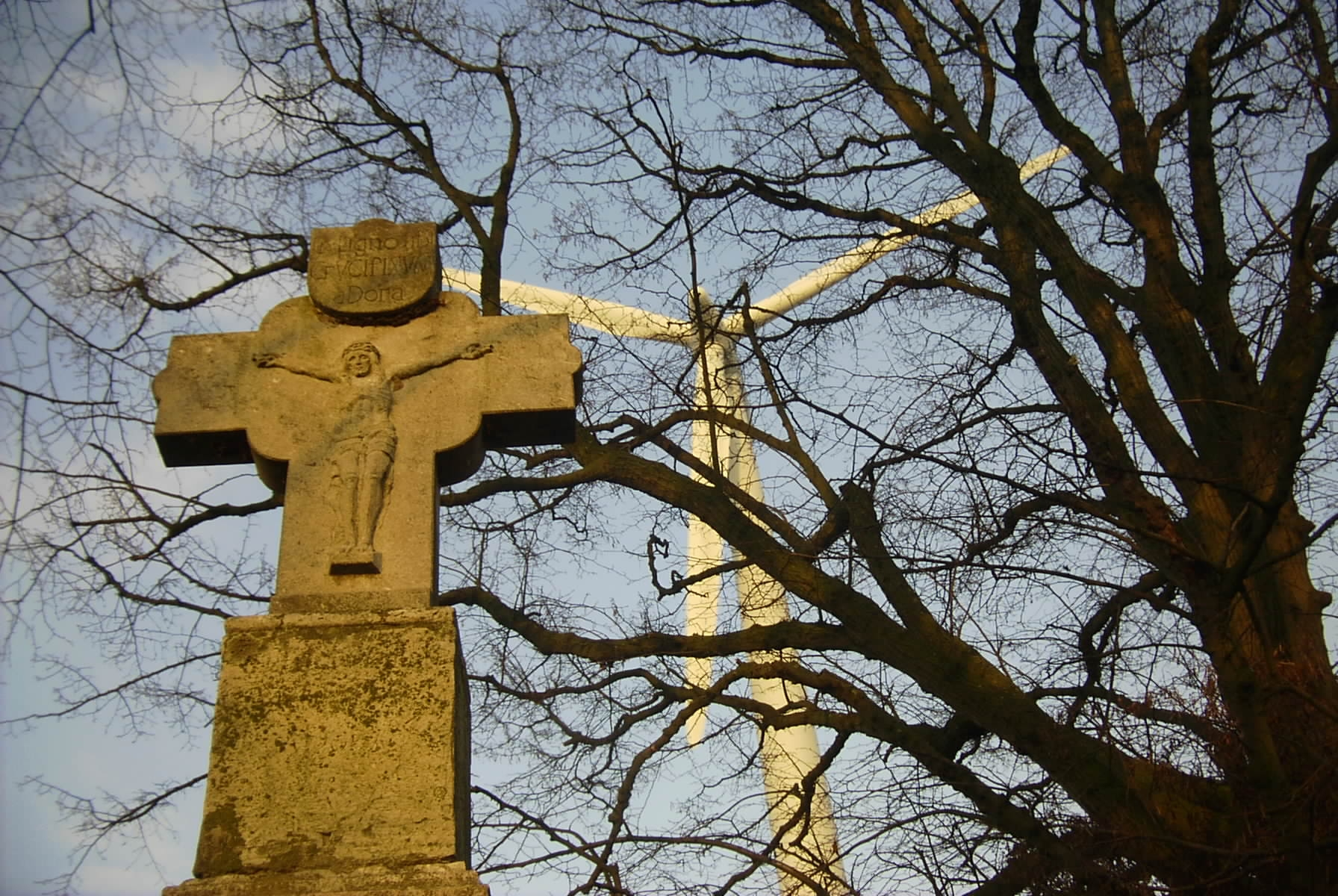
Hagelkreuz bei Linnich in der Zülpicher Börde
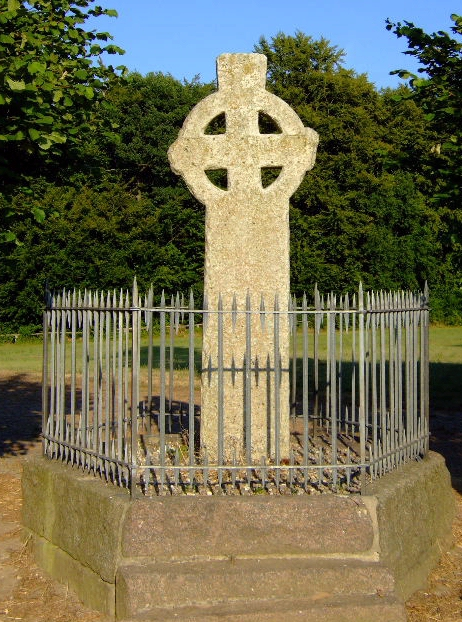
Ansveruskreuz in Einhaus
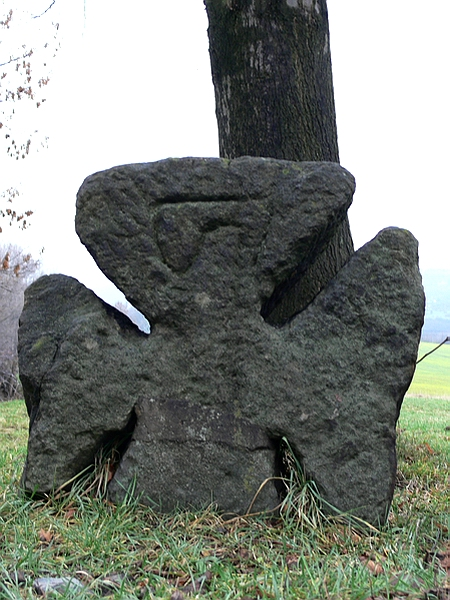
Steinkreuz im sächsischen Cotta bei Pirna (Einritzung Axt)
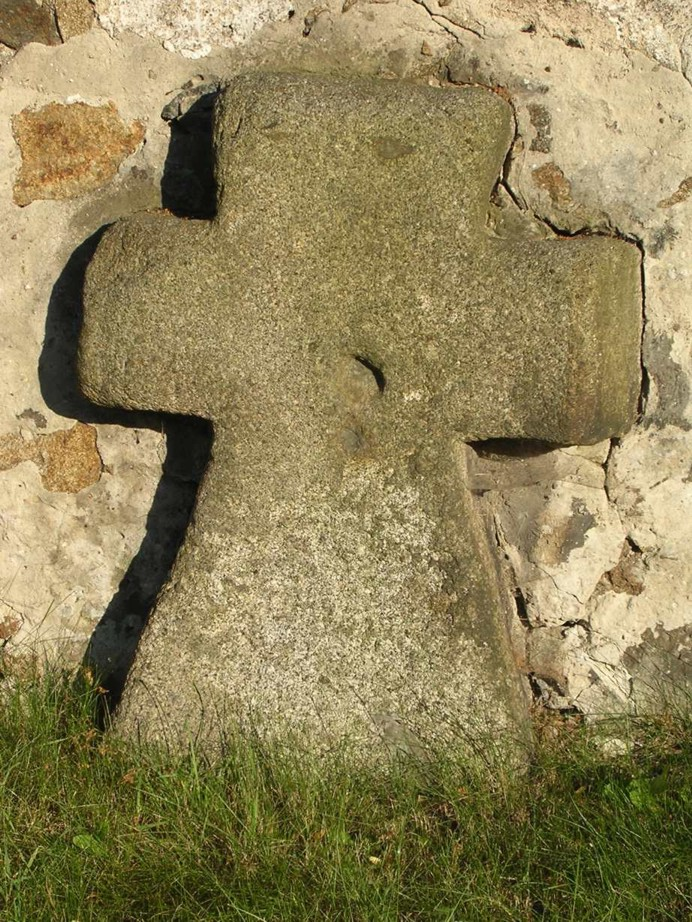
Steinkreuz (auch „Hussitenkreuz“) im ostsächsischen Leppersdorf
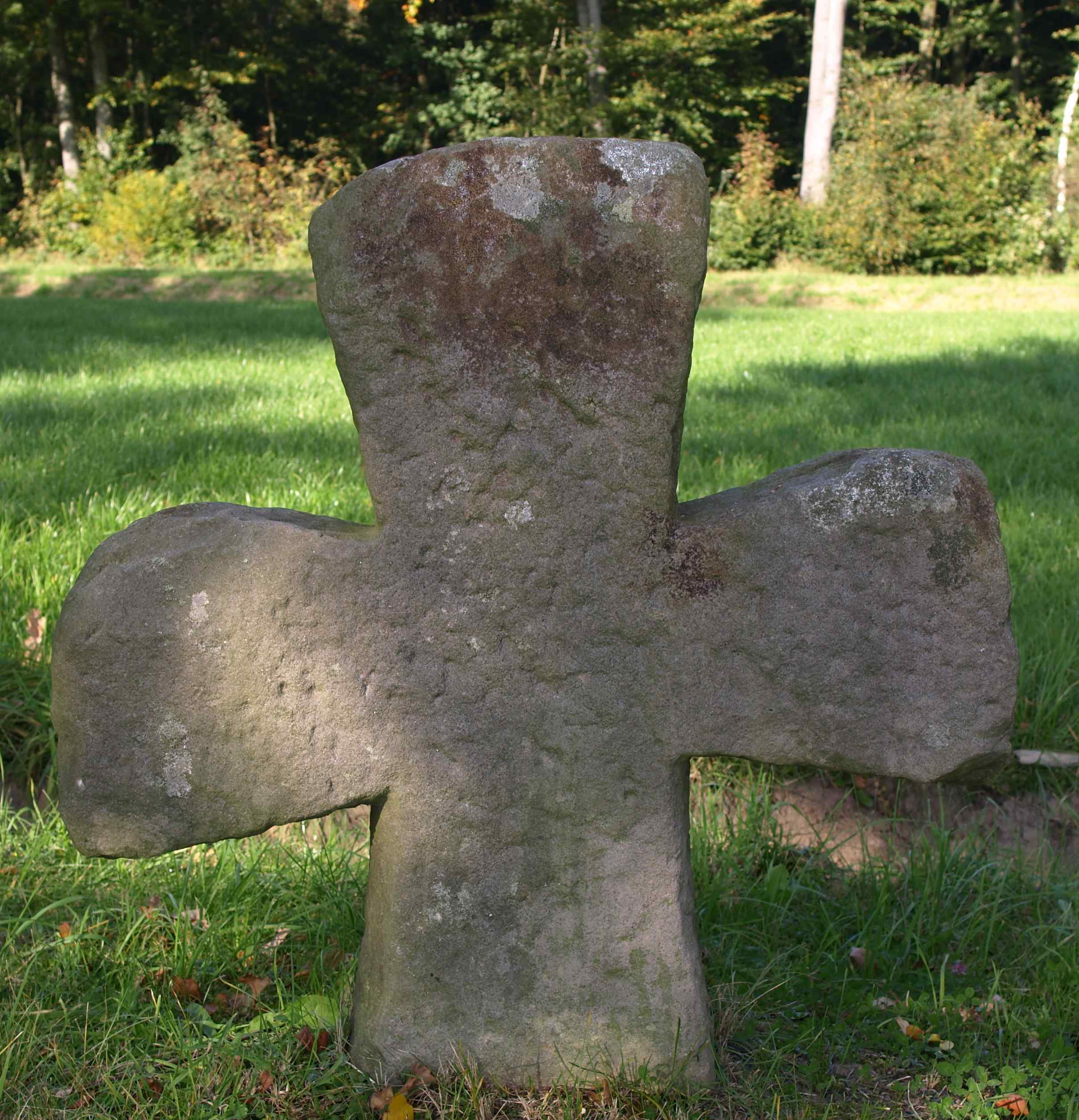
Steinkreuz im hessischen Wippershain
Kellerskreuz beim Schloss Hohenbaden
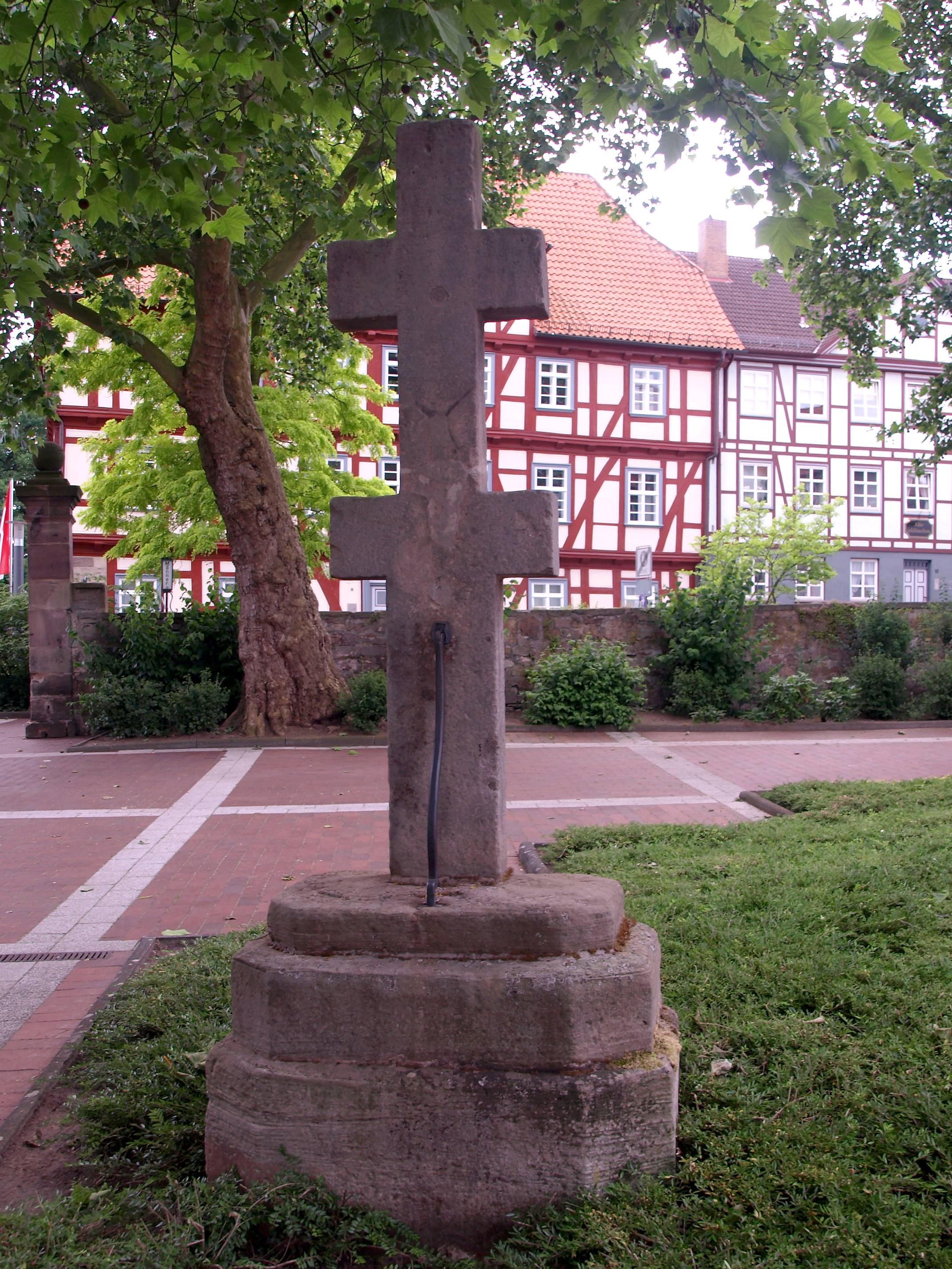
Hersfelder Doppelkreuz in der Stadt Bad Hersfeld
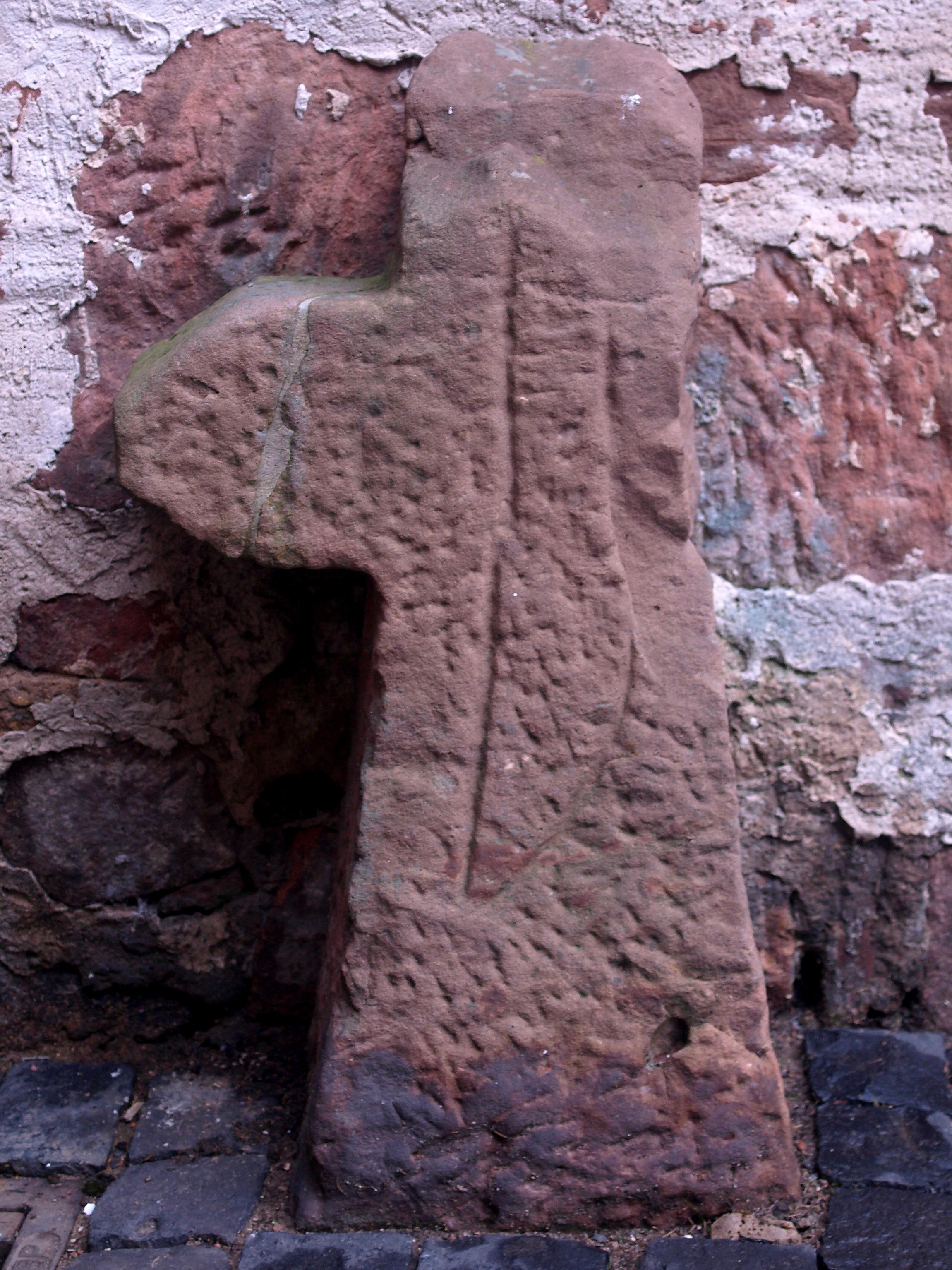
Sühnekreuz in Ziegenhain
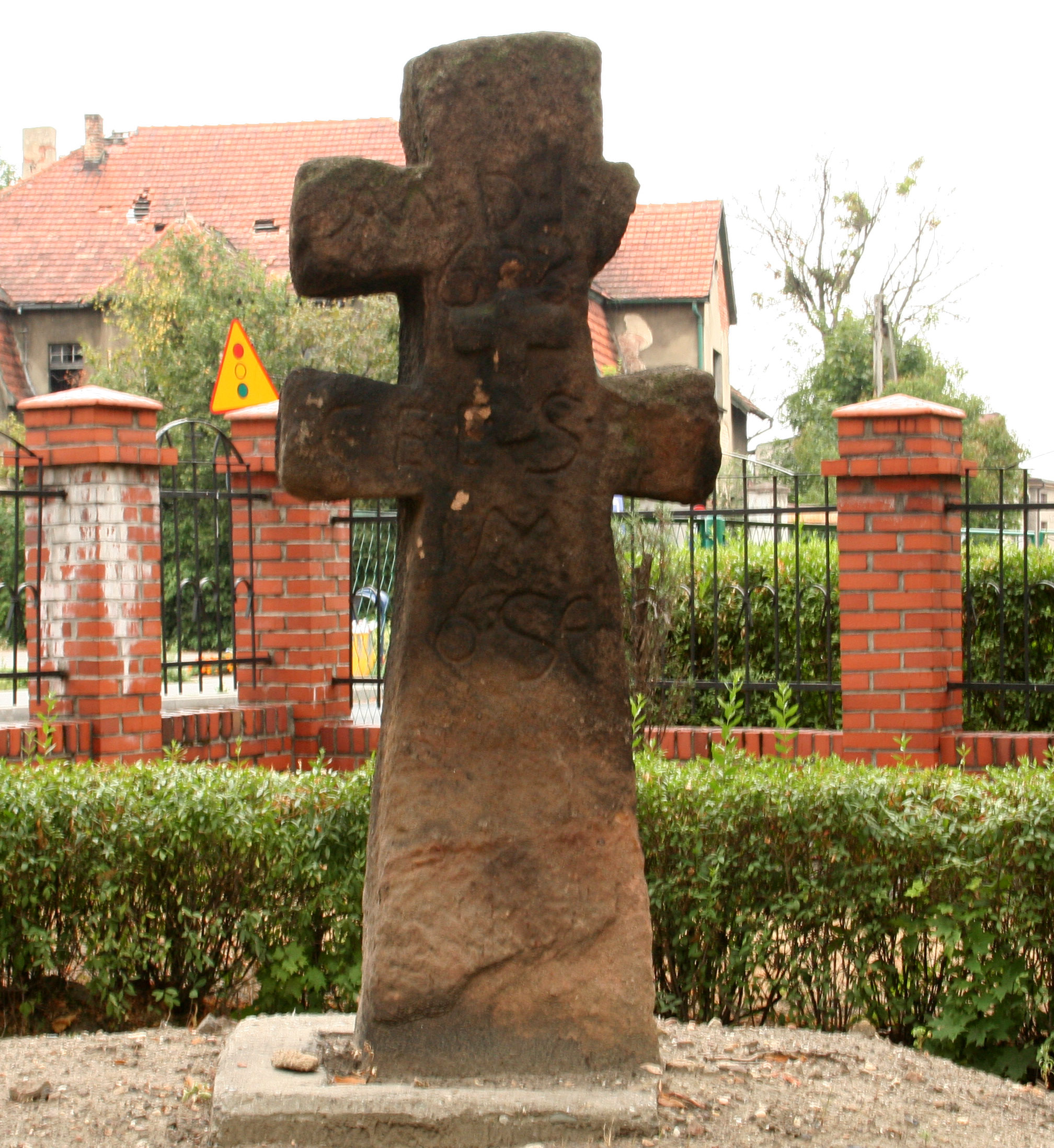
Sühnekreuz in Rydułtowy
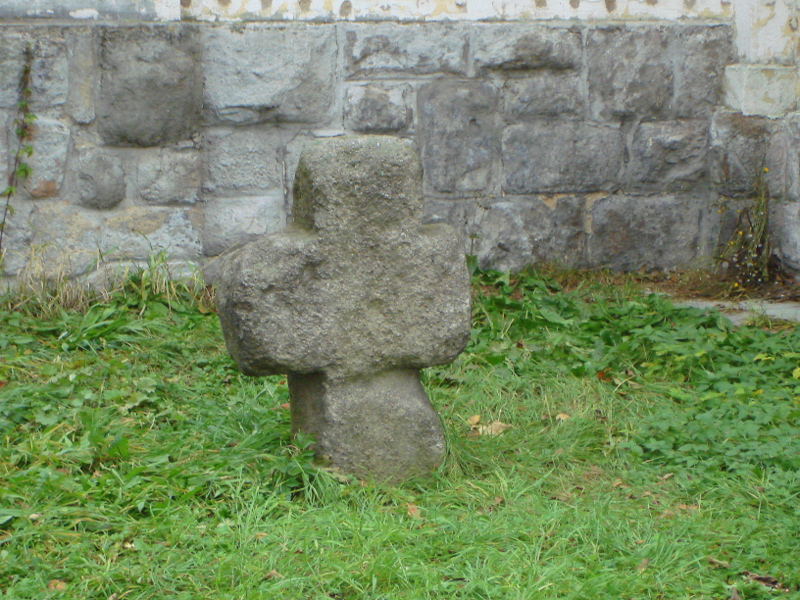
Sühnekreuz in Královec

### Steinkreuznester
Ein sogenanntes Steinkreuznest liegt vor, wenn an einem Aufstellungsort mehrere Steinkreuze beieinander liegen.